# Halenia pinifolia
Halenia pinifolia là một loài thực vật có hoa trong họ Long đởm. Loài này được Ruiz & Pav. ex G. Don mô tả khoa học đầu tiên năm 1838.